# Lemptégy

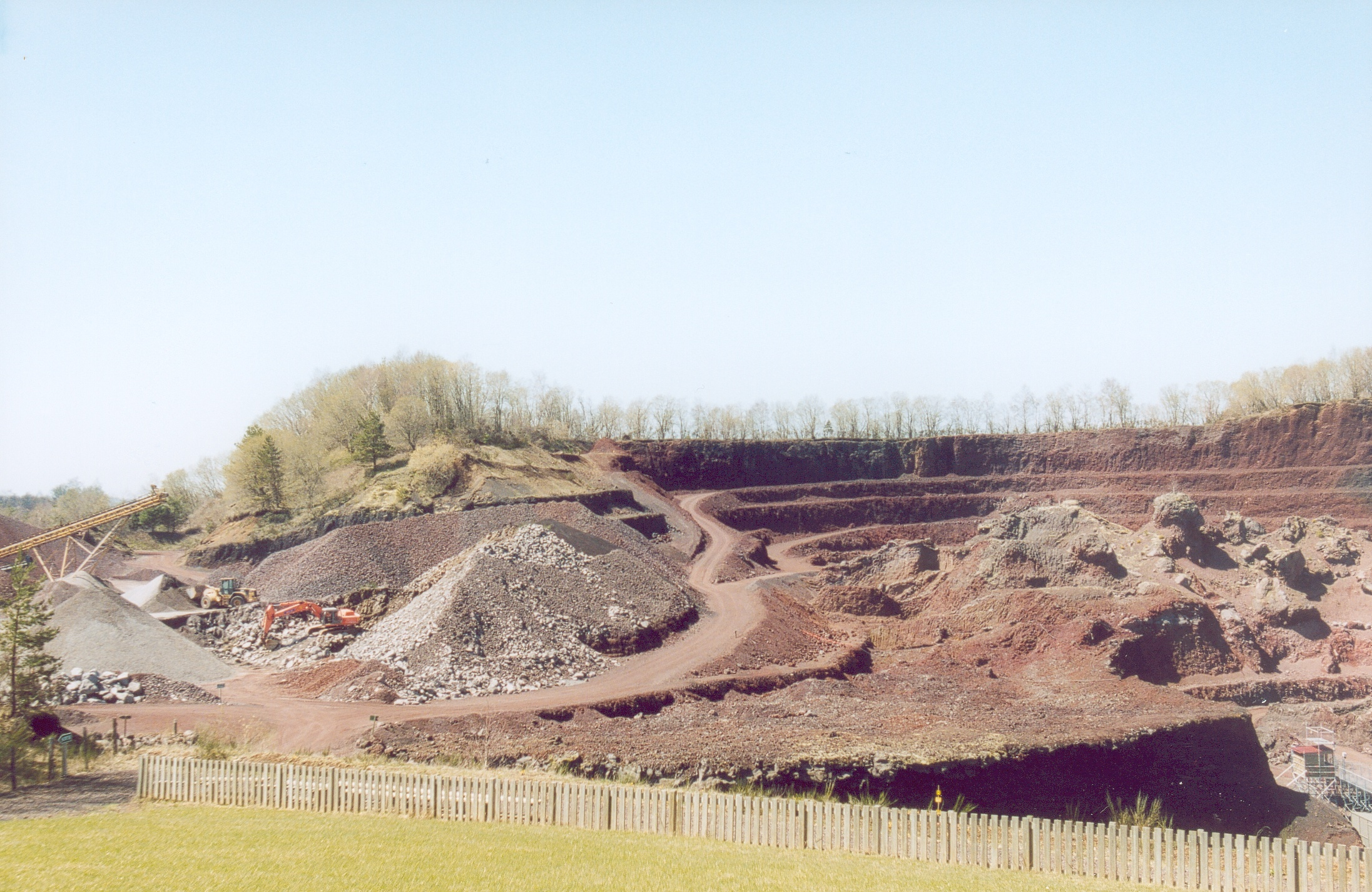
Il puy de Lemptégy

Il puy de Lemptégy è un vulcano della catena dei Puys, in Alvernia-Rodano-Alpi, situato nel comune di Saint-Ours-les-Roches. Si dice che sia estinto, come molti vulcani della Francia, ma la catena dei Puys stessa è ritenuta essere in fase dormiente.

## Localizzazione
Questo sito si trova in Alvernia, nella città di Saint-Ours-les-Roches, a circa quindici chilometri a ovest di Clermont-Ferrand. È a nord della D 941, quasi di fronte a Vulcania, che è a sud della stessa strada.

## Geologia
Il puy de Lemptégy è un vulcano di tipo effusivo, vale a dire che la sua lava è fluida e può facilmente scorrere sulle piste. Questo formava un cono di scoria nera rosso scuro alto 50 metri, prima sfruttato per l'estrazione della pozzolana. Questa roccia è un ottimo isolante termico e viene ancora utilizzata oggi per fare cemento alleggerito o per carteggiare le strade. Il colore di queste scorie può dare informazioni interessanti. Infatti, queste scorie contenenti un po' di ferro si ossidano se esposte a una temperatura di 600 °C per più di sei ore. Le scorie situate vicino al cuore del vulcano, più esposte al calore, hanno quindi un colore rosso tenue mentre quelle che costituiscono il fondo del cono sono nere, essendosi raffreddate più rapidamente. Le scorie rosse e nere del puy de Lemptégy sono intrecciate; il foro scavato nel vulcano ha mostrato la presenza di due camini separati che appartengono a due vulcani differenti sono chiamati Lemptégy 1 e 2. Lemptégy una sorta di vista può essere osservata a questo punto nel vulcano taglio e quindi analizzare la strati diversi. Il puy de Lemptégy non emetteva solo scorie ma anche bombe vulcaniche, una specie di grande pila di lava lanciata nell'aria. Quando queste bombe sono modellate dal vento si può dire che esse sono formate da un blocco lava fluida che esegue una traiettoria di rotazione, come le bombe a "letame di mucca", a loro volta formate da una sovrapposizione di blocchi di lava frantumati sul terreno. Infine le bombe a "cavolfiore" erano formate da blocchi di lava mescolati con vapore acqueo. Queste bombe sono fatte di basalto.

## Storia
Il sito fu sfruttato per la sua pozzolana dalla fine della Seconda Guerra Mondiale. Nel 1972, lo sfruttamento fu rilevato dalla famiglia Montel che, informata dai vulcanologi di Clermont, comprese l'interesse di una conservazione del sito. L'estrazione dei materiali, che viene effettuata all'aperto, è condotta in modo tale da preservare l'interesse scientifico, educativo e turistico e consentire un'apertura al pubblico. Il puy de Lemptégy si trova non lontano da Vulcania. Lo sfruttamento della pozzolana cessò nel 2007. Il Puy de Lemptégy è ormai un sito culturale, di interesse scientifico e turistico